# Oost-Brabants

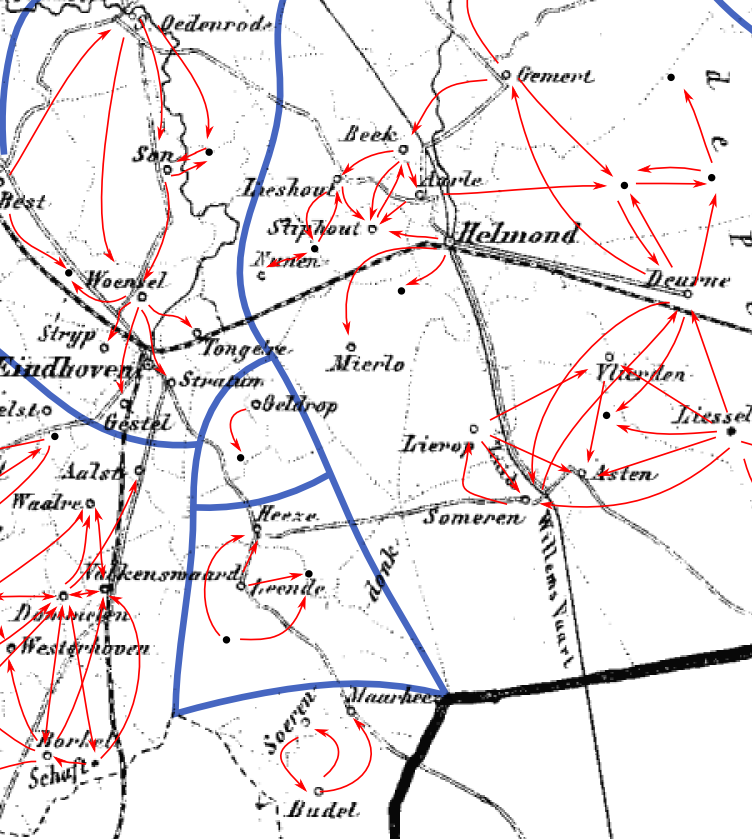
Dialectgrenzen in het Oost-Brabants volgens de pijltjesmethode door Toon Weijnen

Het Oost-Brabants is een van de hoofdverdelingen van de Brabantse dialectgroep die het Woordenboek van de Brabantse Dialecten hanteert. Ze worden voornamelijk gesproken in het oosten van de provincie Noord-Brabant. Veel andere indelingen van het Brabants kennen ook een dergelijke dialectgroep, soms wordt deze Meierijs genoemd, naar de Meierij van 's-Hertogenbosch.
De Oost-Brabantse dialecten worden in het Woordenboek verder onderverdeeld in het Kempenlands (in Eindhoven en een groot gebied ten westen van die stad, inclusief Arendonk en Lommel in België), het Noord-Meierijs (in een gebied ten zuiden van 's-Hertogenbosch), het Peellands (in Helmond en omgeving), het Geldrops en het Heeze-en-Leendes. De laatste twee zijn kleine plaatselijke dialecten die men in weinig andere indelingen als aparte groepen aantreft.
Niet bij het Oost-Brabants volgens de Stichting Brabantse Dialecten horen het Maaslands (inclusief het Bosch; gerekend tot het Midden-Noord-Brabants hoewel anderen het ook als Oost-Brabants betitelen), het Land-van-Cuijks (deze dialectgroep wordt vaak tot het Kleverlands gerekend en vertoont veel verwantschap met de nabijgelegen Zuid-Gelderse en Brabants-Limburgse overgangsdialecten) en het Budels (dat taalkundig een West-Limburgs dialect is).

## Kenmerken
De Oost-Brabantse dialecten onderscheiden zich op een aantal punten duidelijk van de meer westelijke varianten, het West-Brabants. Sommige eigenaardigheden zijn typisch oostelijk en worden gedeeld met het Limburgs, andere kennen alleen een plaatselijke verspreiding: 
- De Oost-Brabantse dialecten kennen umlaut in verkleinwoordsvorming (póp - pupke) en bij sommige woorden die in hun eerdere West-Germaanse vorm op -i eindigden, bijv. kees (kaas), waarvan de oorspronkelijke vorm kâsi was.
- Ze kennen varianten wè en dè voor "wat" en "dat" (tegenover het westelijke wa en da; vergelijk het Midden-Limburgse det)
- Ze vertonen een meer oostelijk getinte woordenschat (rad tegenover wiel).
- Net als in de meeste andere Brabantse dialecten treedt ook hier umlaut op in woorden met oorspronkelijk een lange ô (gruun; tegenover alleen Markiezaats groen).
- Typisch voor de Meierij zijn verder het behoud van de sk- waar het Standaardnederlands de sch- heeft (skoewn "schoen") en het vertonen van korte klinkers in veel woorden waar het ABN een lange klinker heeft (torre "toren").
- De tweeklanken ij/ei en ui worden hier vaak gemonoftongeerd tot èè en èù (èès en hèùs tegenover westelijk ais en ois).
- Anders dan in de West-Brabantse dialecten is de h in het Oost-Brabants behouden gebleven; men zegt hier dus houdoe (in plaats van het West-Brabantse oudoe).
- De svarabhaktivocaal wordt nagenoeg altijd uitgesproken (méllek).
- Het gebruik van hij tegen een vrouwelijke vorm wordt vaak in het Kempenlandse dialect gebruikt.